# Shansitherium
Shansitherium ("bestia de Shanxi") es un género de artiodáctilo extinto similar a un alce o antílope dentro de la familia Giraffidae, como las jirafas, que existió a finales del Mioceno en la provincia china de Shanxi. Estaban estrechamente relacionados con el género Samotherium.

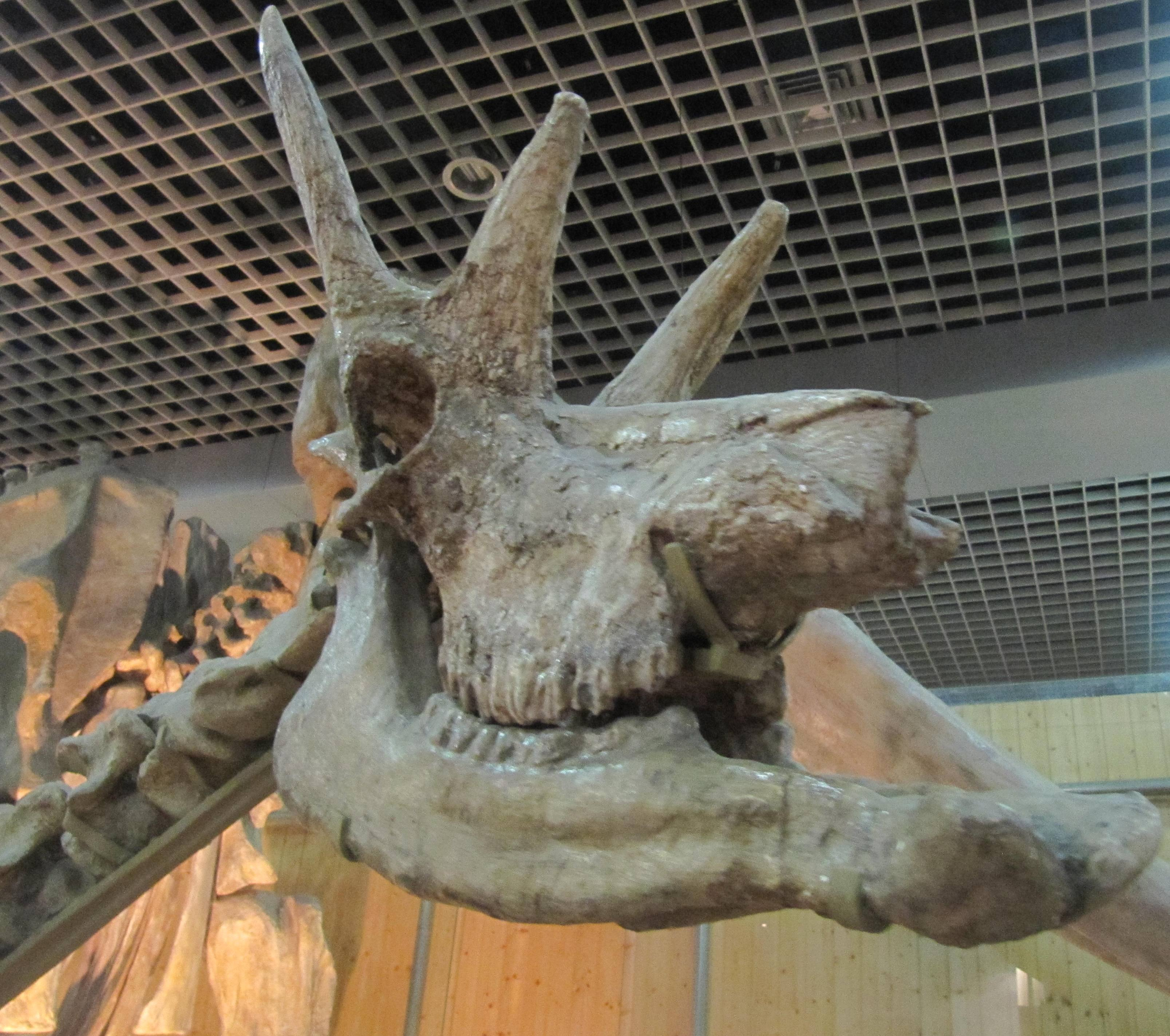
Montaje del esqueleto S. tafeli en el Museo de Pekín.